# Helga Schmid
Helga Maria Schmid (Dachau, 8 dicembre 1960) è una diplomatica tedesca, dal 2020 al 2024 Segretario generale dell'Organizzazione per la sicurezza e la cooperazione in Europa (OSCE). Prima di ricoprire questo incarico, è stata Segretario Generale del Servizio europeo per l’azione esterna (SEAE).

## Formazione
Helga Schmid ha conseguito una laurea specialistica in Letteratura Romanza, Storia e Politica presso l’Università Ludwig Maximilian di Monaco di Baviera e presso la Sorbona di Parigi. Ha anche studiato Diritto Europeo ed Internazionale, Economia e Relazioni Internazionali presso l’Accademia Diplomatica di Vienna.

## Carriera
Dal 1988 ha lavorato in varie posizioni nel Ministero federale degli affari esteri tedesco ed è stata assistente segretario particolare del Ministro per gli affari europei tra il 1990 e il 1991. Dal 1991 al 1994 è stata addetta stampa e alle relazioni pubbliche presso l'Ambasciata tedesca a Washington, DC. Dal 1994 al 1998 ha lavorato come consigliere politico del ministro degli Esteri Klaus Kinkel. Ha ricoperto lo stesso incarico dal 1998 al 2000 con il ministro degli Esteri Joschka Fischer. Tra il 2000 e il 2005, ha ricoperto varie posizioni dirigenziali nel Ministero degli Esteri a Berlino. Fra queste, è stata a capo del gabinetto politico e dell’ufficio ministeriale dal 2003 al 2005. 
Nel 2006 è diventata Direttore dell'Unità di programmazione politica e tempestivo allarme dell'Alto rappresentante per la politica estera e di sicurezza comune, Javier Solana, presso il Segretariato generale del Consiglio dell'Unione europea a Bruxelles.
In seguito alla creazione del Servizio europeo per l'azione esterna, è diventata vice-Segretario Generale per gli affari politici nel 2010, sotto al Segretario Generale Pierre Vimont. In questo ruolo ha preso parte ai negoziati per il programma nucleare dell’Iran. Il suo compito era quello di negoziare con Abbas Araghchi e continuare le discussioni di alto livello, mentre i negoziati tecnici andavano avanti separatamente. Nei negoziati per l'accordo nucleare UE-3 (Francia, Germania e Regno Unito) con l'Iran, Schmid ha avuto un ruolo chiave nella redazione del trattato di 100 pagine concluso con successo nel 2015, con il consenso del Presidente Rouhani, che all'epoca era il capo negoziatore iraniano in la controversia nucleare.
Nel settembre 2020, su raccomandazione del Ministro degli esteri tedesco Heiko Maas, Helga Schmid è stata nominata dal governo della Cancelliera Angela Merkel come candidata per diventare Segretario Generale dell’Organizzazione per la sicurezza e la cooperazione in Europa (OSCE). Il 4 dicembre 2020 è stata ufficialmente nominata in tale posizione per un triennio, e successivamente estesa fino al settembre 2024.
Nel luglio 2024 è candidata dal Ministero degli esteri tedesco alla presidenza dell'Assemblea generale delle Nazioni Unite per la sessione che aprirà nel settembre 2025.

## Altre attività
Membro dell'International Advisory Board del Centro per le operazioni internazionali di pace (ZIF)

## Onorificenze
Nel 2009, Schmid ha ricevuto la Medaglia per lo straordinario servizio reso alla Baviera in una Europa Unita. Nel novembre 2015, il ministro degli Esteri Frank-Walter Steinmeier le ha conferito l'Ordine al merito di Germania di I classe.